# Едіта Груберова
Едіта Груберова (словац. Edita Gruberová; 23 грудня 1946, Братислава — 18 жовтня 2021) — оперна співачка, одна з найвідоміших колоратурних сопрано останніх десятиліть XX століття. Співочий стиль Груберової відрізняють виняткова чистота, рухливість, драматичні інтонації та вміння співати високі ноти з величезною силою, що зробило її ідеальною Царицею ночі в самому початку кар'єри. Останніми роками мала успіх як виконавиця партій бельканто.

## Біографія
Едіта Груберова народилася в Братиславі (Словаччина). Словацька мова є її рідною мовою, хоча мати Едіти — угорка, а батько родом з німецької сім'ї. Музичну освіту здобула спочатку в Братиславській консерваторії, а потім продовжила в Академії виконавських мистецтв у Братиславі. Під час навчання співала у фольклорному ансамблі, кілька разів виходила на сцену Словацького національного театру.
У 1968 Груберова дебютувала в Братиславі в ролі Розіни в «Севільському цирульнику». Після перемоги на конкурсі вокалістів у Тулузі була запрошена на роль солістки в оперну трупу в Банська-Бистриця, де виступала з 1968 по 1970. У 1969 викладач вокалу Марія Медвецька таємно влаштувала для Груберової прослуховування у Віденській державній опері, куди Едіта була відразу ж запрошена. Після успіху у Віденській опері в ролі Цариці ночі Груберова вирішила емігрувати на захід.
У наступні роки співала важливі партії у Віденській опері й найбільших оперних театрах світу. Критика і шанувальники називають Груберову «королевою колоратури». Виступила в Глайндборні в 1973 і в Метрополітен-опера в 1977 в ролі Цариці ночі, в 1977 на Зальцбурзькому фестивалі під керуванням Герберта фон Караяна в ролі Тібо в «Доні Карлосі». У 1981 разом з Лучано Паваротті знялася у фільмі Жана-П'єра Поннель «Ріголетто». У ролі Джульєти («Капулетті і Монтеккі» Вінченцо Белліні) дебютувала в Ковент-Гардені в 1984. Інші найважливіші ролі Груберової — Зербінета («Аріадна на Наксосі»), Джильда («Ріголетто»), Віолетта («Травіата»), Лючія («Лючія ді Ламмермур»), Констанца («Викрадення із сералю»), Манон («Манон») і Оскар («Бал-маскарад»); вона співала Донну Анну («Дон Жуан») в «Ла Скала» в 1987, Марію в «Дочку полку» в 1987, Семіраміду в 1992 в Цюриху, королеву Єлизавету в «Роберто Девере» у Відні в 1990. У 2003 додала до свого репертуару Норму і виступала в цій партії в Мюнхені в 2008-2009.
Едіта Груберова зробила багато аудіо- і відеозаписів. В її відеографії — повнометражні записи трилогії Доніцетті про Тюдорів і інші опери бельканто (переважно під лейблом Nightingale Classics). Багато фільмів і телевізійних записів вистав за участю Груберової вийшли на DVD, в тому числі «Норма», «Травіата», «Манон», «Беатріче ді Тенда», «Лукреція Борджіа» і «Лінда ді Шамуні».